# Svemogući Spider-Man
Svemogući Spiderman (eng. Ultimate Spider-Man) je animirana TV serija za djecu. Serija se temelji na Marvelovim stripovima o čovjeku pauku.
Režija: Alex Soto, Tim Maltby, Philip Pignotti
Scenarij: Joe Kelly, Joe Casey, Duncan Rouleau, ...
Uloge: Drake Bell, Chi McBride, Ogie Banks, Caitlyn Taylor Love, Greg Cipes, ...
U Hrvatskoj se ova serija prikazuje na RTL Kockici.

## Vanjske poveznice
- Svemogući Spiderman - MojTV Mobile